# Complexo Hospitalar Monsenhor Walfredo Gurgel
O Complexo Hospitalar Monsenhor Walfredo Gurgel é uma unidade hospitalar brasileira, localizada na cidade de Natal, capital do Estado do Rio Grande do Norte. É o maior hospital público para atendimento do trauma no Estado.
O complexo se refere a estrutura do Hospital Monsenhor Walfredo Gurgel juntamente com o Pronto-Socorro Dr. Clóvis Sarinho.
Administrado pela Secretaria de Estado da Saúde Pública - SESAP, do Governo do Estado, foi inaugurado em 14/03/1971 como Hospitalar Geral e Pronto Socorro de Natal. Em 31 de março de 1973 recebe o nome de Hospital Monsenhor Walfredo Gurgel, em homenagem ao ex-governador.